# Ølensvåg
Ølensvåg is een plaats in de Noorse gemeente Vindafjord, provincie Rogaland. Ølensvåg telt 373 inwoners (2007) en heeft een oppervlakte van 0,48 km².